# 심수경
심수경(沈守慶, 1516년 12월 20일 ~ 1599년 윤 4월 20일)은 조선의 문신이다. 본관은 풍산. 자는 희안(希安). 호는 청천당(聽天堂)이다. 화천부원군(花川府院君) 좌의정 심정(沈貞)의 손자이다.
문과 급제 후 우의정, 영중추부사에 이르렀다. 문신으로 호당(사가독서)과 지제교에 뽑혀 문장으로 명성을 날렸고, 무신이 뽑히는 자리인 겸선전관, 순찰사, 종사관, 비변사 낭청과 제조, 병마절도사에 뽑힌 유장이었다. 임진왜란 때는 선조를 호종하지 못한 일로 스스로 대죄하고, 80대의 고령에 의병을 모아 왜적에 대항하였다. 청백리(淸白吏)이자 시인으로 이름 높았으며, 여러 기생을 첩으로 들이기도 했다.

## 생애

### 가계와 초기 생애
중종 때, 좌의정을 지낸 화천부원군(花川府院君) 심정(沈貞)의 손자로, 중종 때, 홍문관 직제학과 만포진 첨절제사(정3품 당상관)를 지낸 심사손(沈思遜)의 아들이다. 어머니는 참의 이예장(李禮長)의 딸이다.
할아버지 심정은 중종 반정에 가담한 공신이고 남곤 등과 함께 기묘사화를 일으켜 조광조 등을 제거한 인물이다. 이 일로 사림으로부터 많은 비난을 받았으나, 심수경은 할아버지의 과오를 씻기라도 하듯이 신망을 얻었다. 그리고 그는 다행히도 할아버지에 연좌되지 않고 관직에 나갈수 있었다.
13세에 아버지 심사손이 만포첨사로 재직 중 여진족에게 살해되었다. 17세 때에는 할아버지 심정이 사사당해, 홀어머니 밑에서 어렵게 성장하였다. 어머니 이씨는 아들의 교육에 크게 신경썼는데, 그의 차남 심일취에 의하면 ' 교육으로 입신양명하여 영달로써 봉양하기에 이르렀다.'고 한다.

### 관력
1546년(명종 1년) 식년문과에 장원으로 급제하여 사가독서(賜暇讀書)하였다. 이후 호당을 거쳐 홍문관 직제학 등을 지냈다. 1550년(명종 5년) 이조좌랑 겸 춘추기사관으로 있을 때 중종실록과 인종실록의 편찬에 참여하였다. 같은 해에, 이조정랑을 거쳐, 1551년 의정부 검상(檢詳)에 임명되고, 그 뒤, 홍문관 부응교, 응교, 전한, 직제학을 차례로 지냈다.
1558년에는 평안도 병마절도사를 지냈다.
1562년 경기도 관찰사로 있을 때 중종의 능을 이장할때, 경기도 관찰사로서, 왕의 대여(大輿)가 한강을 건너는 과정에서 대여가 한강을 건너도록 선창을 설치하지 않은 죄로 탄핵을 받고 파직되었으나, 후에 복직되어 대사헌, 대사성, 팔도의 관찰사를 두루 지내고, 청백리(淸白吏)에 녹선되었다.
1574년(선조 7년) 한성부 판윤, 형조판서, 1583년(선조 16년) 병조판서, 1590년 우의정이 되고, 곧 기로소(耆老所)에 들어갔다. 항상 벼슬에서 물러나고자하는 마음을 품고서 70세 이후 여러번 사직할 것을 원했으나 받아들여지지 않자, 조정에 출사를 거르거나 출사를 거부하고 마을의 노인들과 어울려 시를 쓰고 술마시며 활, 바둑 등으로 노년을 소일하였다. 81세에 이르러 비로소 사직이 받아들여져 벼슬을 그만 두고 경기도 과천으로 은퇴하였다.

#### 임진왜란 전후
1592년 임진왜란이 일어나자 왕을 호종하러 한성부로 달려갔으나 어가는 이미 서북으로 파천한 뒤였다. 스스로 왕을 모시지 못함을 반성하는 반성문을 공포한 뒤 창의하여 의병 모집에 힘썼고, 이 소식을 들은 선조에 의해 삼도도체찰사에 특별히 임명되어 의병을 모아 지휘하였다. 벼슬은 [[우=== 임진왜란 전후 ====
1592년 임진왜란이 일어나자 왕을 호종하러 한성부로 달려갔으나 어가는 이미 서북으로 파천한 뒤였다. 스스로 왕을 모시지 못함을 반성하는 반성문을 공포한 뒤 창의하여 의병 모집에 힘썼고, 이 소식을 들은 선조에 의해 삼도도체찰사에 특별히 임명되어 의병을 모아 지휘하였다. 벼슬은 우의정에 이르렀다. 그 뒤 전란 종결 후, 치사(致仕)하면서 임진왜란 때 임금을 호종하지 못한 죄를 속죄한다며 스스로 건의대장 이라 자호하고 해안가에 침투한 왜적을 토벌하였다. 시문과 글씨에 뛰어났다.

### 은퇴와 죽음
1598년 나이가 80이 되어 영중추부사를 끝으로 벼슬길에서 물러나 과천에서 생을 마쳤다. 1599년 특별히 영중추부사에 임명되었다.
영중추부사 심수경이 치사하고 과천 땅에 물러가 살고 있다. 그런데 곤궁하여 스스로 살아가지 못한다 하니 경기 감사로 하여금 삭료(朔料)를 분정해서 매달 보내주도록 하라.

선조는 심수경이 가난하게 살고 있다는 말을 듣고 특별히 녹봉을지급하라는 영을 내렸다.
그는 항상 자녀들에게 입버릇처럼 말하기를, “과분하게도 내가 일품관을 지냈기에 신도비를 세워야 할 것이나 돌이켜 보면 기록할 만한 일이 없으므로, 그렇게 하지 말라.”고 하였다. 후에 그의 둘째 아들 심일취(沈日就)는 간략하게 그의 관직 경력을 묘비에 적어두었다. 1599년(선조 31년) 윤 4월 20일에 병으로 죽었다. 사망 당시 그의 향년 83세였다.
전 의정부 좌의정으로 치사(致仕)한 심수경(沈守慶)이 졸(卒)하였다.— 선조실록 32년(1599) 윤4월 25일 4번째 기사

### 사후
저서로는 《청천당 시집》, 《청천 유한록》, 《견한잡록》, 《상제잡의》, 《귀전창수》 등이 있다. 이 중 견한잡록은 이름이 널리 알려진 서적이다. 작품으로는 인순왕후의 친정아버지인 청릉부원군 심강의 신도비명 등이 있다. 둘째아들 심일취에 의하면 그는 생전에 항상 자식들에게 이르기를, "과분하게도 내가 일품 벼슬을 지냈기에 신도비를 세워야 할 것이나 돌이켜 보면 기록할 만한 일이 없으므로, 그렇게 하지마라"고 하였으므로 그의 사후 후손들은 갈석(碣石)에 간략히 기록하였다 한다.
1599년 7월 25일에 양천현 서면 개화리의 선산에 부인 신씨와 쌍묘로 장사지냈다. 사후 아들 심일취는 그의 신도비 대신 그가 생전에 쓴 자신의 묘비에 이력을 간단히 적어서 수립하였다.

## 가족 관계
그는 말년에 기생 첩에게서 서자 2명을 두었는데, 75세에 심일준(沈日遵)을, 81세에 심일운(沈日運)을 두었다. 이는 심수경의 생전에 본 정실부인 소생 첫 증손자 심로(沈𢋡,1590~1664)하고 연령대가 비슷했다. 이는 견한잡록에 장난삼아 친구 서교 송찬(西郊 宋贊), 죽계 안한(竹溪 安翰)에게 시를 지어 보냈는데, 그 둘도 화답시를 보냈고, 외부에 알려지게 되었다.
- 5대조부 : 심귀령(沈龜齡) - 좌명공신(佐命功臣), 풍천군(豐川君), 의흥삼군부 좌군 도총제, 지의흥부사, 시호는 정양(靖襄)
  - 고조부 : 심치(沈寘) - 남원부사, 증호조판서
    - 증조부 : 심응(沈膺) - 적개공신(敵愾功臣), 봉조하, 증영의정, 풍산부원군(豊山府院君), 시호는 양호(襄胡)
      - 조부 : 심정(沈貞) - 정국공신(靖國功臣), 화천부원군(花川府院君), 좌의정, 시호는 문정(文靖)
        - 숙부 : 심사순(沈思順) - 홍문관 부제학

      - 아버지 : 심사손(沈思孫) - 홍문관 직제학, 만포진 첨절제사, 증영의정
      - 어머니 : 증 정경부인 전의 이씨 - 참의 이예장(李禮長)의 딸
        - 동생 : 심수약(沈守約)
        - 동생 : 심수준(沈守準)

    - 부인 : 정경부인 신씨(? ~ 1584년) - 군기시판관(軍器寺判官) 신파(申坡)의 딸
      - 장남 : 심일장(沈日將, 1536년 ~ 1597년) - 찰방
        - 손자 : 심관(沈關, 1569년 ~ 1608년) - 호조좌랑
          - 증손자 : 심노(沈노) - 승지
            - 고손자 : 심구(沈玖) - 상의원정

      - 차남 : 심일취(沈日就, 1547년 ~ 1616년) - 첨지중추부사 증이조참판
      - 둘째며느리 : 증 정부인 광산 김씨
      - 맏딸 : 풍산 심씨
      - 맏사위 : 정연(鄭淵) - 주부
      - 둘째딸 : 풍산 심씨
      - 둘째 사위 : 홍기영(洪耆英) - 문화현령
      - 셋째딸 : 풍산 심씨
      - 셋째 사위 : 전홍국(全弘國)
      - 넷째딸 : 풍산 심씨
      - 넷째 사위 : 조경인(曺景仁) - 예빈시주부
      - 다섯째 딸 : 풍산 심씨
      - 다섯째 사위 : 성립(成砬) - 선전관

    - 첩 : 이름 미상
      - 서자 : 심일매(沈日邁) - 관상감정, 심수경이 사망하기 전에 이미 다 출가하였다.
        - 서손녀 : 풍산 심씨
        - 서손녀사위 : 권민중(權敏中)
        - 서손녀 : 풍산 심씨
        - 서손녀사위 : 남용(南瑢) - 내의원정
        - 서손녀 : 풍산 심씨
        - 서손녀사위 : 김세걸(金世傑) - 혜민서 교수

    - 첩 : 이름 미상, 비첩
      - 서자 : 심일준(沈日遵, 1590년 ~ 1659년) - 인동부사
      - 서자 : 심일운(沈日運, 1596년 ~ ?) - 해미현감

  - 장인 : 신파(申坡)
- 외조부 : 이예장(李禮長)

## 저서 및 작품

### 저서
- 《청천당 시집》
- 《청천 유한록》
- 《견한잡록》
- 《상제잡의》
- 《귀전창수》

### 작품
- 심강신도비문

## 평가
중종 조 많은 선비들이 죽음을 당한 기묘사화 때 중심 인물이었던 심정(沈貞)의 손자로 사림이 집권한 시점에서 사림의 비조 조광조 등을 숙청한 선대의 허물을 알고 부끄러워하며 몸가짐을 조심하며 삼가하였기 때문에 청현직을 두루 지낼 수 있었다고 한다. 그러나 여러 기생과의 행적 등은 논란의 여지가 있다.

## 기타
심수경은 벼슬 운이 좋아 드물게 8도 관찰사를 모두 역임하고 우의정 등을 지냈다.

### 기생 첩과 추도시
심수경은 1560년(명종 15년) 전라 관찰사가 되었다가 이듬해 봄에 병으로 전주에 머물며 조리를 했다. 그때는 기생 금개와 함께 살았다. 심수경은 금개를 첩으로 들이려고 하였으나 갑자기 조정 일이 바쁘게 되어 첩을 들이는 일에 신경을 쓸 겨를이 없었다.
1563년 경기 관찰사가 된 심수경은 문득 막종이 생각났다. 그리하여 성주로 안부를 묻자 경적에 뽑혀 갔다고 했다. 심수경이 조정으로 돌아오자 막종은 다시 성주로 돌아갔다. 심수경은 기러기와 제비처럼 가는 길이 어긋난다고 한탄했다. 얼마 후 막종이 병으로 죽었다는 소식을 듣고 시를 써서 보내 주었다.
늙으니 낙신부를 지을 마음이 없네   /  老去無心賦洛神
물결에 버선 먼지 나는 것볼수 없네           /  凌波不見襪生塵
처음 만나던 그대 자태가 떠오르는데          /  當年만憶初呈態
오늘 죽었다는 소식 갑자기 듣고 놀랐네       /  此日驚聞忽化身
운우지정 나누던 그때 꿈 아련한데            /  暮雨朝雲迷舊夢
춤추던 옷과 노래하던 부채 누구에게 주었는가 /   舞衫歌扇付何人
성산은 이로부터 화려한 맛 덜해져서          /  星山自此繁華減
적막한 임풍루에 손님만 앉았으리             /  寂寞風座上賓

### 서얼 차별 비판
그는 서얼에 대한 차별 완화를 주장했다. 자신의 저서인 견한잡록에도 '국법(國法)에 서얼은 과거를 보지 못하도록 제한하고 있으나, 이는 옛날에 없던 일이다. 당초 이런 법을 세운 뜻이 무엇인지 모르겠다. 근래에 벼슬길을 열어주자는 의론이 여러 번 있었으나, 결국 행해지지 않고 있다. 이 또한 무슨 이유인지를 모르겠다.'는 내용을 남기기도 했다.
그는 서얼 출신인 권응인(權應仁, 1517 ~ 1587?/1588?)과도 교류하였고, 그에 대한 일화를 자신의 저서 견한잡록에 남기기도 했다.

## 같이 보기
- 무오사화
- 갑자사화
- 임진왜란
- 심귀령
- 심응
- 심정
- 심사손
- 심강
- 이전

## 참고 자료
- 이 문서에는 다음커뮤니케이션(현 카카오)에서 GFDL 또는 CC-SA 라이선스로 배포한 글로벌 세계대백과사전의 내용을 기초로 작성된 글이 포함되어 있습니다.